# 1 000 kilomètres de Suzuka 1986
Navigation
Édition précédente Édition suivante
Les 1 000 kilomètres de Suzuka 1986 (officiellement appelé les 1987 International Suzuka 1000 Kilometres), disputées le 27 août 1986 sur le Circuit de Suzuka, ont été la quinzième édition de cette épreuve et la quatrième manche du Championnat du Japon de sport-prototypes 1986.

## La course

### Classement de la course
Voici le classement officiel au terme de la course,.
- Les premiers de chaque catégorie du championnat du monde sont signalés par un fond jaune.
- Pour la colonne Pneus, il faut passer le curseur au-dessus du modèle pour connaître le manufacturier de pneumatiques.
- Les voitures ne réussissant pas à parcourir 75% de la distance du gagnant sont non classées (NC).

| Pos  | Classe | no  | Écurie                    | Pilotes                                                 | Châssis                             | Pneus | Tours | Temps               |
| Pos  | Classe | no  | Écurie                    | Pilotes                                                 | Moteur                              | Pneus | Tours | Temps               |
| ---- | ------ | --- | ------------------------- | ------------------------------------------------------- | ----------------------------------- | ----- | ----- | ------------------- |
| 1    | C      | 27  | FromA Racing              | Jirou Yoneyama Hideki Okada Tsunehisa Asai              | Porsche 956                         | D     | 170   | 6 h 20 min 26 s 745 |
| 1    | C      | 27  | FromA Racing              | Jirou Yoneyama Hideki Okada Tsunehisa Asai              | Porsche Type-935 2,6 l Flat-6 Turbo | D     | 170   | 6 h 20 min 26 s 745 |
| 2    | C      | 35  | Tom's                     | Motoharu Kurosawa Hitoshi Ogawa Kaoru Hoshino           | Tom's 86C                           | B     | 167   | + 3 tours           |
| 2    | C      | 35  | Tom's                     | Motoharu Kurosawa Hitoshi Ogawa Kaoru Hoshino           | Toyota 4T-GT 2,1 l I4 Turbo         | B     | 167   | + 3 tours           |
| 3    | C      | 2   | Alpha Cubic Racing Team   | Noritake Takahara Chiyomi Totani Kenji Tohira           | Porsche 956B                        | B     | 167   | + 3 tours           |
| 3    | C      | 2   | Alpha Cubic Racing Team   | Noritake Takahara Chiyomi Totani Kenji Tohira           | Porsche Type-935 2,6 l Flat-6 Turbo | B     | 167   | + 3 tours           |
| 4    | C      | 37  | Team Ikuzawa              | Kenny Acheson Michael Roe                               | Tom's 85C                           | D     | 166   | + 4 tours           |
| 4    | C      | 37  | Team Ikuzawa              | Kenny Acheson Michael Roe                               | Toyota 4T-GT 2,1 l I4 Turbo         | D     | 166   | + 4 tours           |
| 5    | C      | 171 | Mazdaspeed                | Takashi Yorino David Kennedy                            | Mazda 757                           | D     | 166   | + 4 tours           |
| 5    | C      | 171 | Mazdaspeed                | Takashi Yorino David Kennedy                            | Mazda 13G 2,0 l 3-Rotor             | D     | 166   | + 4 tours           |
| 6    | C      | 170 | Mazdaspeed                | Yoshimi Katayama Yojiro Terada Pierre Dieudonné         | Mazda 757                           | D     | 166   | + 4 tours           |
| 6    | C      | 170 | Mazdaspeed                | Yoshimi Katayama Yojiro Terada Pierre Dieudonné         | Mazda 13G 2,0 l 3-Rotor             | D     | 166   | + 4 tours           |
| 7    | C      | 3   | Auto Beaurex Motorsport   | Naoki Nagasaka Steven Andskär                           | Tom's 85C                           | D     | 156   | + 14 tours          |
| 7    | C      | 3   | Auto Beaurex Motorsport   | Naoki Nagasaka Steven Andskär                           | Toyota 4T-GT 2,1 l I4 Turbo         | D     | 156   | + 14 tours          |
| 8    | A      | 48  |                           | Keiichi Mizutani Yuuzou Kamata Yoshiyuki Ogura          | Oscar SK85                          | Y     | 152   | + 18 tours          |
| 8    | A      | 48  | Mazda                     | Keiichi Mizutani Yuuzou Kamata Yoshiyuki Ogura          |                                     | Y     | 152   | + 18 tours          |
| 9    | A      | 47  |                           | Hisatoyo Goto Kouzou Okumura                            | Oscar SK85                          | D     | 149   | + 21 tours          |
| 9    | A      | 47  | Mazda                     | Hisatoyo Goto Kouzou Okumura                            |                                     | D     | 149   | + 21 tours          |
| 10   | A      | 22  |                           | Makoto Kaneko Tetsuya Oota Mutsumi Kumagaya             | West 85S                            | D     | 146   | + 24 tours          |
| 10   | A      | 22  | Mazda                     | Makoto Kaneko Tetsuya Oota Mutsumi Kumagaya             |                                     | D     | 146   | + 24 tours          |
| 11   | A      | 33  |                           | Seiji Imoto Tadao Yamauchi Kazuo Fujita                 | West 83S II                         | D     | 146   | + 24 tours          |
| 11   | A      | 33  | Mazda                     | Seiji Imoto Tadao Yamauchi Kazuo Fujita                 |                                     | D     | 146   | + 24 tours          |
| 12   | A      | 45  | First Morlding            | Satoshi Kakimoto Fuminori Shimogishi Masaharu Kinoshita | Collage FM45                        | D     | 145   | + 25 tours          |
| 12   | A      | 45  | First Morlding            | Satoshi Kakimoto Fuminori Shimogishi Masaharu Kinoshita | Mazda                               | D     | 145   | + 25 tours          |
| 13   | A      | 10  | Levis Cars                | Nobuyuki Saka Nobuo Naka Ichirou Mizuno                 | West 85S                            | B     | 142   | + 28 tours          |
| 13   | A      | 10  | Levis Cars                | Nobuyuki Saka Nobuo Naka Ichirou Mizuno                 | Mazda                               | B     | 142   | + 28 tours          |
| 14   | A      | 54  |                           | Tatsuki Ichijima Seiichi Sodeyama Shigeharu Kumakura    | Maxim 61S                           | D     | 142   | + 28 tours          |
| 14   | A      | 54  | Mazda                     | Tatsuki Ichijima Seiichi Sodeyama Shigeharu Kumakura    |                                     | D     | 142   | + 28 tours          |
| 15   | C      | 32  | Nismo Sport               | Masahiro Hasemi Takao Wada                              | Nissan R86V                         | D     | 141   | + 29 tours          |
| 15   | C      | 32  | Nismo Sport               | Masahiro Hasemi Takao Wada                              | Nissan                              | D     | 141   | + 29 tours          |
| 16   | A      | 6   |                           | Hideki Uemura Akihiro Masuda                            | West 85S                            | B     | 132   | + 38 tours          |
| 16   | A      | 6   | Mazda                     | Hideki Uemura Akihiro Masuda                            |                                     | B     | 132   | + 38 tours          |
| 17   | A      | 29  |                           | Emi Ogawa Takeda                                        | Oscar SK85                          | B     | 131   | + 39 tours          |
| 17   | A      | 29  | Mazda                     | Emi Ogawa Takeda                                        |                                     | B     | 131   | + 39 tours          |
| 18   | A      | 77  |                           | Chikage Oguchi Kazuhiko Oda Syuuji Fujii                | Mazda RX-7                          | D     | 129   | + 42 tours          |
| 18   | A      | 77  | Mazda                     | Chikage Oguchi Kazuhiko Oda Syuuji Fujii                |                                     | D     | 129   | + 42 tours          |
| DSQ  | C      | 7   | Trust Racing Team         | Vern Schuppan George Fouché Keiichi Suzuki              | Porsche 956                         | D     | 170   | Disqualifié         |
| DSQ  | C      | 7   | Trust Racing Team         | Vern Schuppan George Fouché Keiichi Suzuki              | Porsche Type-935 2,6 l Flat-6 Turbo | D     | 170   | Disqualifié         |
| Abd. | A      | 17  |                           | Yoshifumi Yamazaki Masaki Oohashi Naoto Chikada         | West 85S                            | D     | 115   | Retrait             |
| Abd. | A      | 17  | Mazda                     | Yoshifumi Yamazaki Masaki Oohashi Naoto Chikada         |                                     | D     | 115   | Retrait             |
| Abd. | C      | 1   | Advan Sports Nova         | Kunimitsu Takahashi Kenji Takahashi                     | Porsche 962C                        | Y     | 105   | Suspension          |
| Abd. | C      | 1   | Advan Sports Nova         | Kunimitsu Takahashi Kenji Takahashi                     | Porsche Type-935 2,8 l Flat-6 Turbo | Y     | 105   | Suspension          |
| Abd. | C      | 38  | Dome Motorsport           | Eje Elgh Beppe Gabbiani                                 | Dome 86C                            | D     | 105   | Suspension          |
| Abd. | C      | 38  | Dome Motorsport           | Eje Elgh Beppe Gabbiani                                 | Toyota 4T-GT 2,1 l I4 Turbo         | D     | 105   | Suspension          |
| Abd. | A      | 39  |                           | Masazaku Ookawa Takayuki Kinoshita Mitsumasa Watanabe   | Manatee Mk.IV                       | Y     | 94    | Retrait             |
| Abd. | A      | 39  | Mazda                     | Masazaku Ookawa Takayuki Kinoshita Mitsumasa Watanabe   |                                     | Y     | 94    | Retrait             |
| Abd. | C      | 14  |                           | Yasuo Ishimura Masahiro Kimoto                          | MCS Guppy                           | D     | 87    | Retrait             |
| Abd. | C      | 14  | BMW                       | Yasuo Ishimura Masahiro Kimoto                          |                                     | D     | 87    | Retrait             |
| Abd. | A      | 31  | Horii Racing              | Nobuyoshi Horii Hajime Kajiwara                         | West 83S II                         | B     | 79    | Retrait             |
| Abd. | A      | 31  | Horii Racing              | Nobuyoshi Horii Hajime Kajiwara                         | Mazda                               | B     | 79    | Retrait             |
| Abd. | C      | 19  | SARD                      | Syuuroku Sasaki Yasuhiro Okamoto Kiyoshi Misaki (en)    | SARD MC86X                          | D     | 71    | Culasse             |
| Abd. | C      | 19  | SARD                      | Syuuroku Sasaki Yasuhiro Okamoto Kiyoshi Misaki (en)    | Toyota 4T-GT 2,1 l I4 Turbo         | D     | 71    | Culasse             |
| Abd. | A      | 72  |                           | Yukihiro Hane Tetsuya Kasai                             | Manatee Mk.IV                       | B     | 68    | Retrait             |
| Abd. | A      | 72  | Mazda                     | Yukihiro Hane Tetsuya Kasai                             |                                     | B     | 68    | Retrait             |
| Abd. | C      | 20  | Central 20 Racing Team    | Haruhito Yanagida Takamasa Nakagawa                     | Lola T810                           | D     | 58    | Dufférentiel        |
| Abd. | C      | 20  | Central 20 Racing Team    | Haruhito Yanagida Takamasa Nakagawa                     | Nissan VG30 3,0 l V6 Turbo          | D     | 58    | Dufférentiel        |
| Abd. | A      | 15  |                           | Katsunori Iketani Hideo Hosoya Ryuuji Nakajima          | West 85S                            | Y     | 45    | Retrait             |
| Abd. | A      | 15  | Mazda                     | Katsunori Iketani Hideo Hosoya Ryuuji Nakajima          |                                     | Y     | 45    | Retrait             |
| Abd. | A      | 11  |                           | Masako Fujikawa Shigeki Matsui                          | West 85S                            | Y     | 32    | Retrait             |
| Abd. | A      | 11  | Mazda                     | Masako Fujikawa Shigeki Matsui                          |                                     | Y     | 32    | Retrait             |
| Abd. | C      | 8   | Person's Racing Team      | Aguri Suzuki Keiji Matsumoto Tiff Needell               | Nissan R86V                         | B     | 23    | Pneu                |
| Abd. | C      | 8   | Person's Racing Team      | Aguri Suzuki Keiji Matsumoto Tiff Needell               | Nissan VG30ET 3,0 l V6 Turbo        | B     | 23    | Pneu                |
| Abd. | A      | 9   | Katayama Racing           | Shigeo Torige Souichirou Tanaka Hiroaki Ishii           | Oscar SK85                          | D     | 23    | Retrat              |
| Abd. | A      | 9   | Katayama Racing           | Shigeo Torige Souichirou Tanaka Hiroaki Ishii           | Mazda                               | D     | 23    | Retrat              |
| Abd. | C      | 12  | Cara International Racing | Akio Morimoto Franz Konrad                              | LM 06C                              | Y     | 21    | Sortie de piste     |
| Abd. | C      | 12  | Cara International Racing | Akio Morimoto Franz Konrad                              | Toyota 4T-GT 2,1 l I4 Turbo         | Y     | 21    | Sortie de piste     |
| Abd. | C      | 21  | Oz Racing                 | Kenji Seino Mutsuo Kazama                               | Mazda 84C                           | D     | 21    | Retrait             |
| Abd. | C      | 21  | Oz Racing                 | Kenji Seino Mutsuo Kazama                               | Mazda                               | D     | 21    | Retrait             |
| Abd. | C      | 23  | Hoshino Racing            | Kazuyoshi Hoshino Osamu Nakako                          | Nissan R86V                         | B     | 9     | Embrayage           |
| Abd. | C      | 23  | Hoshino Racing            | Kazuyoshi Hoshino Osamu Nakako                          | Nissan VG30ET 3,0 l V6 Turbo        | B     | 9     | Embrayage           |
| Abd. | C      | 5   | Auto Beaurex Motorsport   | Kazuo Mogi Toshio Motohashi Hideshi Matsuda (en)        | Tom's 85C                           | Y     | 9     | Suspension          |
| Abd. | C      | 5   | Auto Beaurex Motorsport   | Kazuo Mogi Toshio Motohashi Hideshi Matsuda (en)        | Toyota 4T-GT 2,1 l I4 Turbo         | Y     | 9     | Suspension          |
| Abd. | C      | 36  | Tom's                     | Geoff Lees Masanori Sekiya                              | Tom's 86C                           | B     | 0     | Accident            |
| Abd. | C      | 36  | Tom's                     | Geoff Lees Masanori Sekiya                              | Toyota 4T-GT 2,1 l I4 Turbo         | B     | 0     | Accident            |
| Np.  | A      | 44  |                           | Katsuhisa Toda Tatsumi Aoyama                           | Nissan Sunny                        | B     | -     |                     |
| Np.  | A      | 44  | Nissan                    | Katsuhisa Toda Tatsumi Aoyama                           |                                     | B     | -     |                     |

## Pole position et record du tour
- Pole position :  Kazuyoshi Hoshino /  Osamu Nakako (#23 Hoshino Racing) en 1 min 56 s 486
- Meilleur tour en course : ...

## À noter
- Longueur du circuit : 5,914 km
- Distance parcourue par les vainqueurs : 1 005,309 km